# Langdysse von Toftebjerg
Der Langdysse von Toftebjerg (auch Højby Toftebjerg Langdysse genannt) liegt nordwestlich von Højby bei Holbæk in der Odsherred Kommune auf der dänischen Insel Seeland. 
Das Hünenbett des Langdysse von Toftebjerg ist etwa 15,0 m lang und 8,0 m breit. Von den 20 erhaltenen Randsteinen stehen fünf, der Rest ist umgestürzt. Der Dolmen stammt aus der Jungsteinzeit etwa 3500–2800 v. Chr. und ist eine Megalithanlage der Trichterbecherkultur (TBK). Etwa in der Mitte des Hügels liegt eine Kammer mit einem Gangrest, bestehend aus zwei Tragsteinen. Die Kammer misst etwa 2,0 × 1,57 m und wird von fünf (einer fehlt) hohen Tragsteinen gebildet. Der große Deckstein befindet sich in situ. 
In der Nähe liegen der komplett überhügelte Runddysse von Højby, der Langdysse Højby Stenbakken und der Troldhøj.